# 창극좌
창극좌(唱劇座)는 조선성악연구회의 직속으로 1936년에 창립한 창극 단체다. 
5명창을 비롯해 한성준·오태석·박녹주·김여란 등이 참여하여, <춘향전(春香傳)> <배비장전(裵裨將傳)> <심청전(沈淸傳)> <숙영낭자전(淑英娘子傳)> <유충렬전(劉忠烈傳)> 등의 창극을 공연하였다. 